# Arturo Yovane
Arturo Yovane Zúñiga († 24. September 1997) war ein chilenischer General der Nationalen Polizei (Carabineros de Chile), der zu den Hauptinitiatoren des Militärputsches vom 11. September 1973 gehörte und während der Militärdiktatur unter General Augusto Pinochet zwischen 1973 und 1974 Bergbauminister war.

## Leben

### Laufbahn bei den Carabineros
Yovane absolvierte 1966 einen Lehrgang für allgemeine Polizeiarbeit an der International Police Academy in Washington, D.C. sowie 1971 einen weiteren Polizeilehrgang in den USA. 1972 erfolgte seine Ernennung zum Chef der Zone II der Carabineros in Valparaíso und knüpfte dort Bekanntschaften mit Politikern sowie zu General Sergio Arellano Stark sowie zu Vizeadmiral José Toribio Merino, den damaligen Befehlshaber der Ersten Marinezone (Primera Zona Naval) in Valparaíso. Bereits zu dieser gehörte er innerhalb der Streitkräfte und der Carabineros zu den Kritikern von Staatspräsident Salvador Allende und dessen Regierung der Unidad Popular und nahm an verschiedenen Treffen hochrangiger Offiziere teil, die der Vorbereitung des späteren Militärputsches dienten.
Danach wurde er Leiter der Abteilung für allgemeine Dienste der Polizei und stand damit in der Hierarchie der Carabineros an zehnter Stelle nach José María Sepúlveda Galindo (Generaldirektor der Carabineros), Jorge Urrutia Quintano (stellvertretender Generaldirektor), Pedro Mayorga Martínez (Leiter der Ausbildungsabteilung), Julio de la Fuente Duarte (Leiter der Abteilung für Ordnung und Sicherheit), Fabián Parada Hormazábal (Polizeipräfekt von Santiago de Chile), Orestes Salinas Núñez (Generalsekretär), Martín Cádiz Avila (Chef der Zone I), César Mendoza Duran (Leiter der Wohlfahrtsabteilung) sowie Eduardo Gordon Cañas (Chef der Zone V der Carabineros). Er sah die Notwendigkeit einer Ablösung von Polizeichef José María Sepúlveda und galt trotz seines Ranges innerhalb der Polizeihierarchie als möglicher Nachfolgekandidat.   
In der Nacht vom 10. auf den 11. September 1973 begab er sich mit General César Mendoza Duran zur Unteroffiziersschule der Nationalpolizei (Escuela de suboficiales de Carabineros), der einzigen Einheit, die nicht an dem Putsch teilnehmen wollte. Dort inspizierte er die Panzer und das Personal. Danach erschien er zusammen mit Mendoza bei der Nachrichtenzentrale der Carabineros, um von dort die Kampfeinsätze der Nationalpolizei zu steuern, der selbst keine bestimmte Kampforte zugewiesen wurden. Gleichzeitig inspizierte er die Spezialkräfte, die den Präsidentenpalast La Moneda umzingeln und die dort eingesetzten Infanterieeinheiten unterstützen sollten.

### Militärputsch vom 11. September 1973 und Bergbauminister
Am Tag des Putsches vom 11. September 1973 leitete Yovane zusammen mit General Mendoza vom zehnten Stock der Behörde für Bauaufsicht in Santiago de Chile die Operationen der Carabineros. Seit den frühen Morgenstunden stand er dabei in ständigem Funkkontakt mit General Arellano Stark, der ihn anwies, mit dem Regiment Tacna im Umfeld des Präsidentenpalastes mögliche Gefangene zu bewachen, sowie mit Vizeadmiral Patricio Carvajal Prado, der als Generalstabschef im Verteidigungsministerium die militärischen Aktivitäten der drei Teilstreitkräfte während des Putsches koordinierte. In seinen späteren Aufzeichnungen betonte Arellano Stark die Bedeutung Yovanes bei der Einnahme des Präsidentenpalastes.
Einen Tag nach dem Militärputsch wurde Yovane am 12. September 1973 zum Bergbauminister (Ministro de Minería) ernannt und bekleidete diese Funktion bis zu seiner Ablösung durch Agustín Toro Dávila am 11. Juli 1974. Dabei ordnete er die sofortige Wiedereinstellung aller leitenden Angestellten, Mitarbeiter und Arbeiter an, die zuvor aus politischen Gründen entlassen wurden. Trotz seines Ministeramtes behielt er seine Stellung als Leiter der Allgemeinen Abteilung der Carabineros im Range eines Direktors weiter bei.
Am 11. Juli 1974 erfolgte seine Entlassung als Bergbauminister wegen seiner politischen Ansichten zum Kupferbergbau in Chile, zu dem fünf der zehn weltweit größten Kupferbergwerke gehören. Er lehnte eine Zusammenarbeit mit Großbritannien und den USA ab, da er eine Kartellbildung ähnlich der Organisation erdölexportierender Länder (OPEC) befürchtete. Gleichzeitig schied er aus dem aktiven Polizeidienst aus, nachdem es zwischenzeitlich auch zu Meinungsverschiedenheiten mit dem neuen Generaldirektor der Carabineros, General César Mendoza, gekommen war.
Nach seinem Ausscheiden aus Ministeramt und Polizeidienst fungierte Yovane kurzzeitig als Botschafter in Teheran, der Hauptstadt Irans, ehe er sich anschließend aus dem politischen Leben zurückzog.